# Abdij Notre-Dame de Saint-Rémy

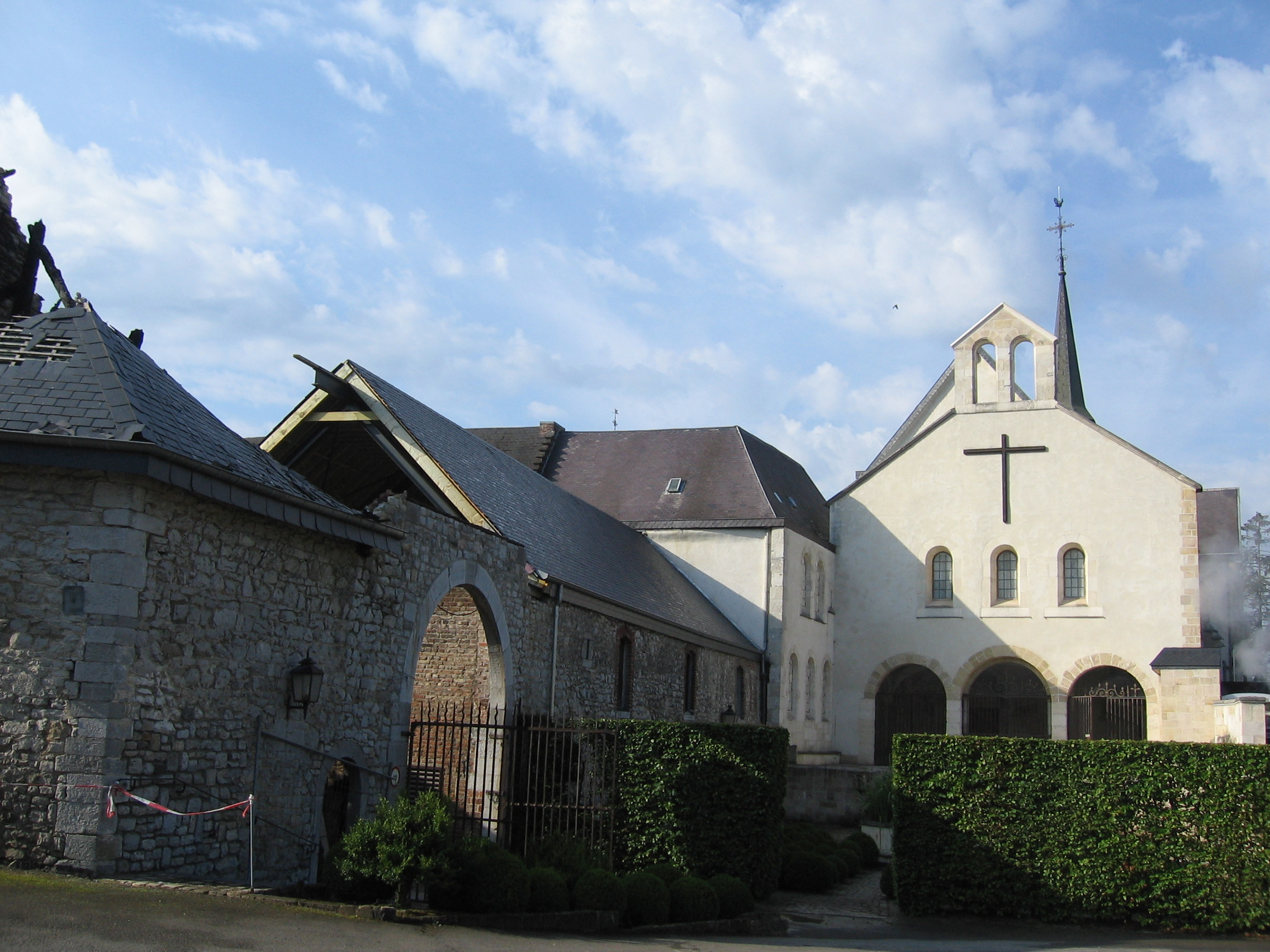
Ingang van de abdijkerk

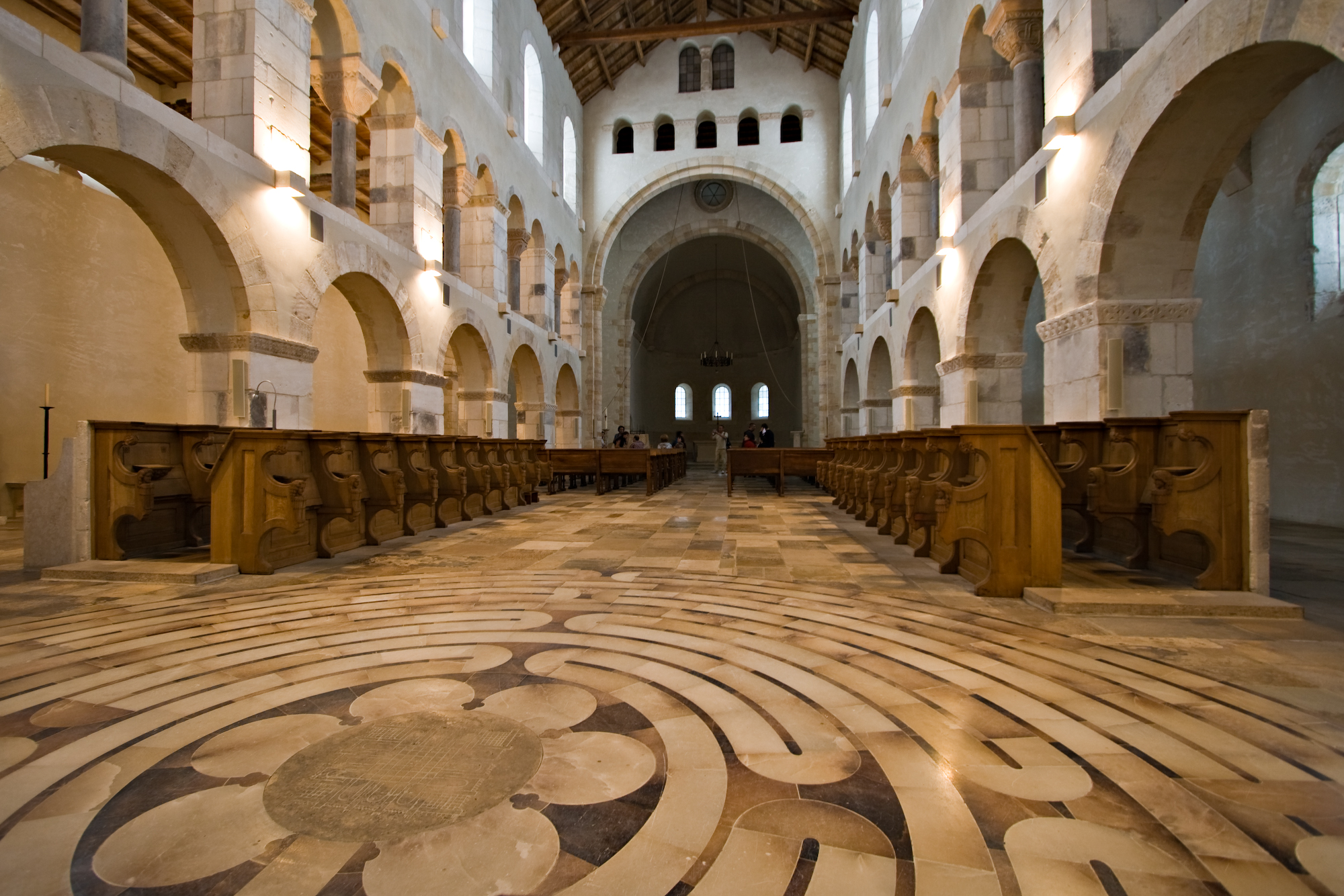
Interieur van de abdijkerk van Rochefort

De abdij Notre-Dame de Saint-Rémy in Rochefort behoort tot de cisterciënzers van de strikte observantie, de trappisten.

## Oorsprong en eerste eeuwen
Gilles de Walcourt, graaf van Rochefort, bood aan een groep vrome vrouwen een plek op zijn domein van Saint-Rémy, bij Rochefort. De stichtingsakte werd verleden in 1230 en de abdij kreeg de naam van Secours de Notre-Dame (Latijn: Succursus Dominae Nostrae). Twee eeuwen lang ontwikkelde zich het klooster, aangesloten bij de Orde van de Cisterciënzers, en werd welvarend dankzij de gronden die haar werden geschonken.

## 14de-15de eeuw
Tijdens de 15de eeuw verslapte de vroomheid en de religieuze tucht. Het aantal zusters verminderde aanzienlijk. Het algemeen kapittel van de Orde van Cîteaux stuurde in 1464 de abten van Jardinet en van Moulins als kanonieke visitators. Hun verslag was streng en het kapittel nam een belangrijke beslissing: de zusters werden gedwongen hun klooster te verwisselen met dat van de trappisten van de abdij van Félipré (bij Vencimont). Abdis Marguerite Spangneau verzaakte aan alle rechten op de ganse eigendom en de abt van Félipré, Arnould de Maisonneuve en zijn monniken namen het in bezit. De abdij kwam onder de rechtstreekse voogdij van de abdij van Cîteaux. De monniken waren beter geschikt om de mogelijkheden uit te baten van de rivier die door het grondgebied liep en van de marmergroeven (marbre de Saint-Rémy) die men er aantrof.

## 16de-17de eeuw
De godsdienstoorlogen van de 16de eeuw brachten onheil. De abdij werd in 1568 geplunderd door calvinistische troepen en in 1577 opnieuw door de soldaten van de landvoogd Don Juan van Oostenrijk. Na hun terugkeer, vanaf 1595, begonnen de monniken met het bierbrouwen.
De 17de eeuw was nog rampspoediger. De oorlogen waren oorzaak van nog ander calamiteiten: hongersnood, epidemieën en piraterij. Op 1 mei 1650 werd de abdij geplunderd door de Lotharingse troepen van baron de Châtelet. Ze profaneerden de kerk. In 1652 en 1653 moesten de monniken de wijk nemen naar Marche.
Eenmaal de vrede teruggekeerd begon men aan de heropbouw (1664) en werd de kerk heringewijd 1671 onder abt Philippe Fabry. Zijn wapenschild en zijn wapenspreuk werden die van de abdij: Curvata Resurgo (« Ik buig maar recht me opnieuw »).

## 18de eeuw
Stilaan hadden de abdijgebouwen weer hun vroegere glorie herwonnen: een groot abdijgebouw, de kerk, het abtsgebouw, het gastenverblijf, de hoeve, de watermolen. Wat echter ontbrak was de spiritualiteit. Een nieuwe periode van decadentie kondigde zich aan. Een monnik van de abdij van Clairvaux bracht in 1744 een bezoek en berichtte over de bibliotheek: De kleine bibliotheek bevindt zich in een lamentabe toestand en lijkt weinig bezocht te worden. De vensters blijven er altijd gesloten en het krioelt er van de vlooien. In 1755 stipuleerde een nieuw reglement, in een poging de tucht te herstellen: Het is de monniken verboden thee, koffie, chocolade, likeuren of wijn te drinken, te roken, met de kaarten te spelen, op straf van opsluiting voor een ganse dag op hun kamer. Het was vergeefs.

## Secularisatie
De monniken hielden ermee op een pij te dragen. Ze stonden steeds meer onder de invloed van de revolutionaire ideeën. In 1792 vroegen ze aan paus Pius VI de secularisatie aan, die hen werd toegestaan. De acht overgebleven monniken werden seculiere kanunniken. Ze verdeelden onder elkaar de goederen van de abdij, waar ze bleven wonen, elk met hun eigen huisknecht. In 1794 vluchtten ze uit vrees voor de Franse troepen en opnieuw werd de abdij geplunderd. Wat de soldaten achterlieten viel ten prooi aan de lokale bevolking. De abt schreef vol bitterheid: De arbeiders die we van vader op zoon hebben gekweekt, waren de hevigste plunderaars. Wat een dankbaarheid...
In 1796 werden de eigendommen van de abdij nationaal goed en in 1805 werden ze verkocht aan een zekere Poncelet die de meeste gebouwen sloopte en de materialen aanwendde om nieuwe huizen te bouwen in Rochefort. De laatste abt, Armand de la Pierre, werd deken van Rochefort en stierf er in 1812.

## Heropstanding
Tijdens en na de Franse overheersing was het vroegere klooster in handen van opeenvolgende eigenaars. Toen het de eigendom werd van de seculiere priester Seny, schonk hij het aan de cisterciënzers van de abdij van Achel. In 1887 verhuisden enkele monniken van Achel naar Rochefort, om er het kloosterleven te doen herleven. Ook priester Seny sloot zich bij hen aan. Aldus, na méér dan een eeuw, hernam het trappistenleven in Rochefort.
Onder de eerste prior, Anselme Judong, werden nieuwe gebouwen opgericht en werd gerestaureerd hetgeen nog van de vroegere overbleef: het portaal uit de 16de eeuw, de hoevegebouwen uit de 17de en de watermolen uit de 18de eeuw. Een aantal kunstwerken en devotieobjecten, die tijdens de revolutiejaren bij particulieren waren terechtgekomen, werden door hun nakomelingen aan de abdij teruggeschonken.
Trappisten staan bekend om hun afzondering. Doordringen in de persoonlijke levenssfeer van de monniken is vrijwel onmogelijk. Slechts een beperkt gedeelte van de kloostergebouwen staat open voor de gasten maar voor het grootste gedeelte van de abdij geldt een strikte clausuur. Ook de brouwerijen zijn niet voor het publiek toegankelijk. De levenswijze van de monniken is streng: om 3 uur opstaan, geen vlees eten, alleen praten als het echt nodig is.
Op 29 december 2010, omstreeks 18:30, ontstond een zware brand in het oude gedeelte van de abdij. Vier gebouwen liepen grote schade op, maar de brouwerij, de bibliotheek, de kapel en de woonvertrekken van de monniken werden niet beschadigd. Mogelijk ontstond de brand door een probleem met een noodgenerator.

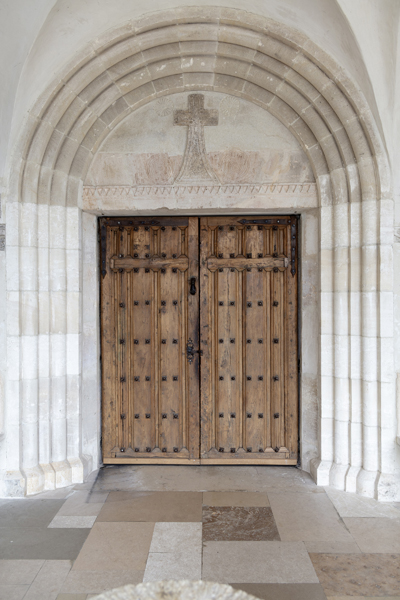
Entree
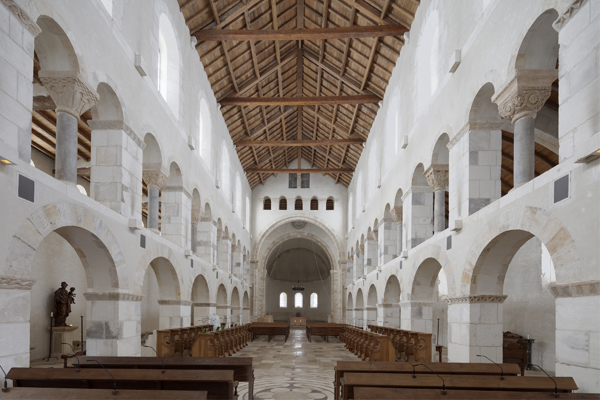
Interieur
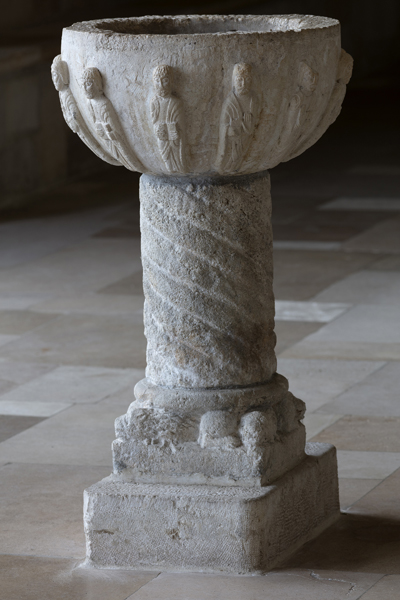
Doopvont
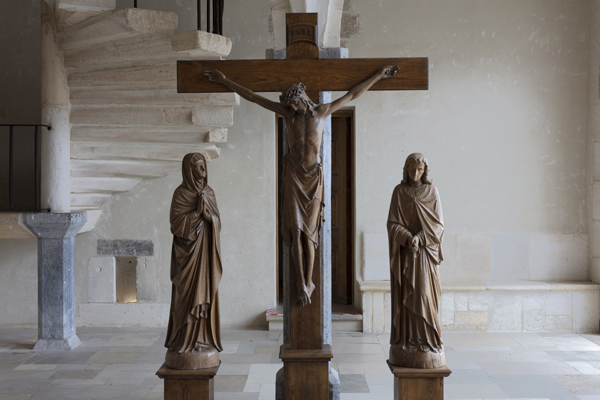
Kruisweg
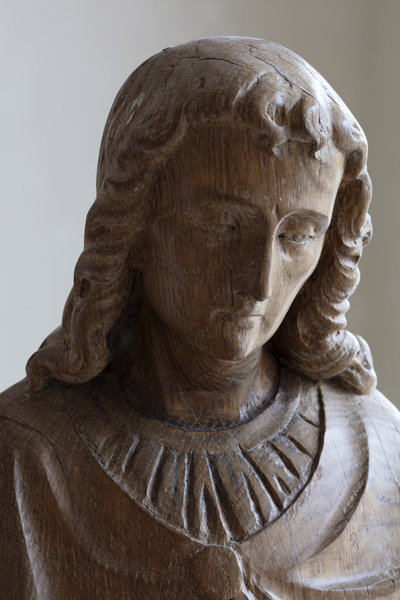
Detail

## Brouwerij

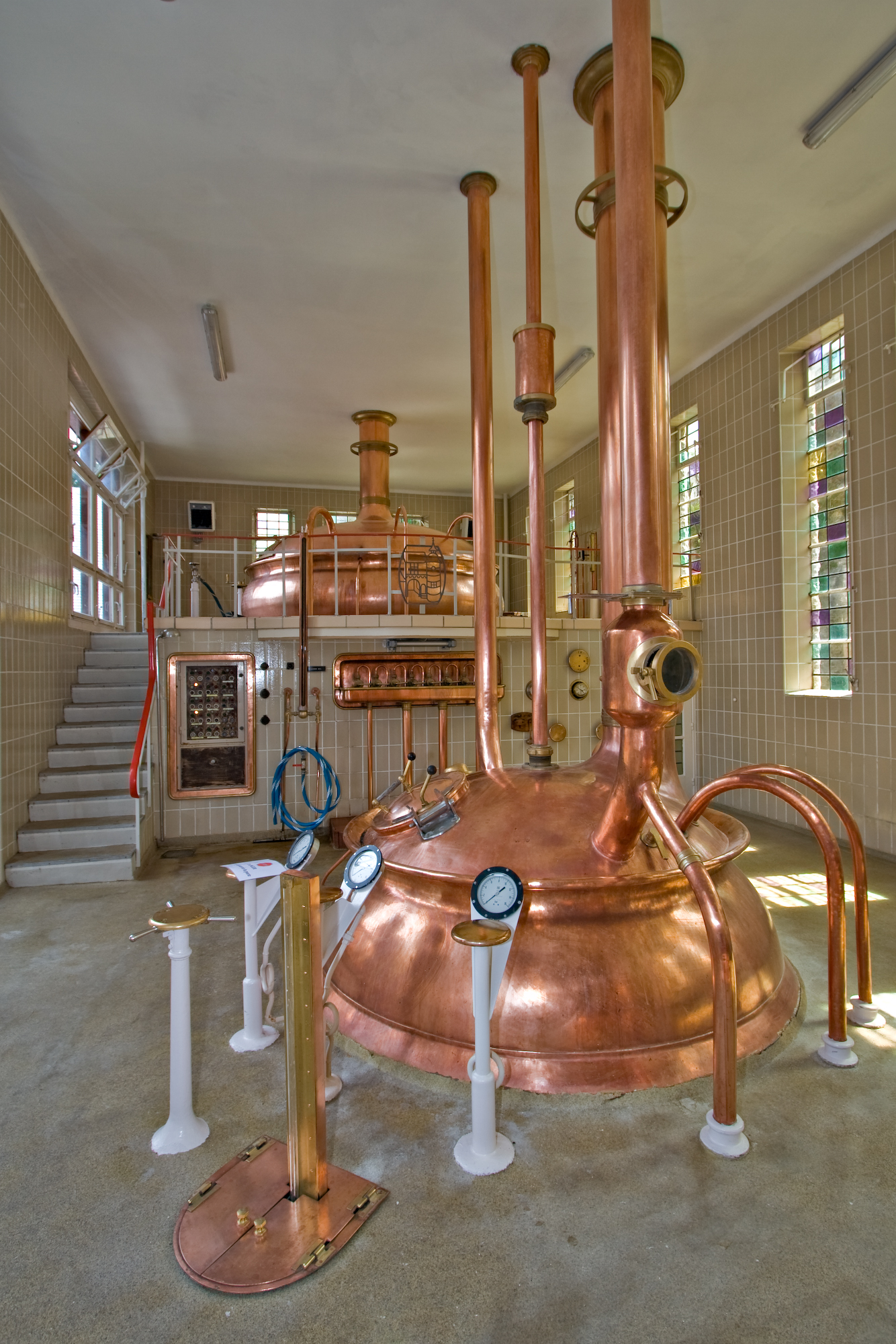
Brouwketel in de Rochefort-brouwerij van het Trappistenklooster Notre-Dame de Saint-Rémy

Net als in sommige andere trappistenkloosters in België en Nederland brouwen de monniken van deze abdij bier, Rochefort. In 1899 richtten ze een kleine brouwerij op, geholpen door de kennis van de moederabdij. Paulin Cattoir, monnik van Rochefort kreeg reputatie na de Eerste Wereldoorlog.
In 1952 werd een zware investering gedaan wat zowel de kwaliteit als de kwantiteit van het geproduceerde bier deed stijgen. De brouwerij werd de voornaamste bron van inkomen van de abdij. In de jaren zeventig werd opnieuw een volledige vernieuwing doorgevoerd.
Rochefort is een van de abdijen die de naam 'Trappistenbier' mag gebruiken.
In de jaren 2010 rees een conflict met de mijnbouwonderneming Lhoist over de uitdieping van de nabijgelegen kalkgroeve La Boverie. De abdij vreesde dat een uitdieping de Tridaine-bron zou bedreigen die het water levert voor het trappistenbier. Sedert 2017 plande Lhoist pomptesten, voorafgaand aan een uitdieping. De abdij verzette zich daartegen, op grond van een in 1833 verkregen erfdienstbaarheid, kreeg aanvankelijk ongelijk in de rechtbank, maar boekte uiteindelijk op 11 mei 2021 succes voor het Luikse Hof van Beroep. Lhoist overwoog cassatieberoep, maar zag daar uiteindelijk van af. Het bedrijf zou ook een alternatieve uitdieping ten noorden van La Boverie aanvragen.